# Søerne

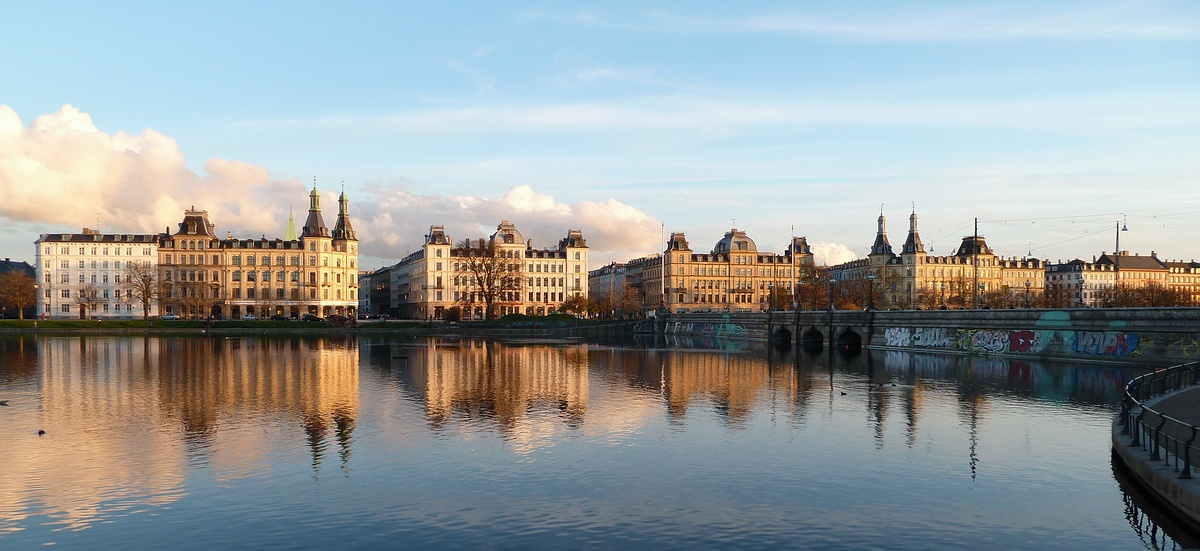
Søtorvet med Dronning Louises bro till höger i bild.

Søerne (svenska: "Sjöarna") eller Københavns Indre Søer är sjöarna Sankt Jørgens Sø, Peblinge Sø och Sortedams Sø i centrala Köpenhamn, Danmark.
Sjöarna har tidigare varit en del av Köpenhamns befästningsverk och har även fungerat som vattenreservoarer. De är idag ett populärt rekreationsområde. Att gå runt sjöarna innebär en promenad på omkring 6350 meter.
Mellan sjöarna går gatorna Kampmannsgade (tvärs över Sankt Jørgens Sø) och Gyldenløvesgade (mellan Sankt Jørgens Sø och Peblinge Sø), samt broarna Dronning Louises bro (mellan Peblinge Sø och Sortedams Sø) och Fredensbro (tvärs över Sortedams Sø).
I sydöstra hörnet av Skt. Jørgens Sø, vid Gammel Kongevej, ligger Tycho Brahe Planetarium. Väster om sjöarna ligger stadsdelen Nørrebro och Frederiksbergs kommun, och vid sjösystemets södra respektive norra ändar ligger Vesterbro respektive Østerbro.